# فهد السویلم
فهد السویلم (عربی: فهد السويلم؛ زادهٔ ۹ ژوئن ۱۹۹۲) یک ورزشکار اهل عربستان سعودی است.
از باشگاه‌هایی که در آن بازی کرده‌است می‌توان به باشگاه فوتبال النصر عربستان سعودی اشاره کرد.